# Capella de Sant Genís. Antic conjunt parroquial de Plegamans
La capella de Sant Genís de Plegamans és una construcció semi-derruïda que va estar l'església parroquial de Sant Genís dins l'actual terme de Palau-solità i Plegamans (Vallès Occidental), fins que va ser destruïda durant la guerra civil espanyola. Està inclosa a l'Inventari del Patrimoni Arquitectònic de Catalunya.
L'any 1944 es va inaugurar la nova església parroquial de Sant Genís realitzada per l'arquitecte Isidre Puig i Boada.

## Descripció
Les restes de l'antiga església parroquial de Sant Genís de Plegamans són a llevant de Palau de Plegamans. Està a l'interior del clos de Can Gordi, antiga masia que actualment és el centre educatiu Els Castanyers. És un edifici petit d'una sola nau rectangular que antigament formava part d'un edifici més gran, els fonaments del qual estan soterrats i no es veuen. L'antiga església tenia planta de creu llatina amb unes mides de 22 metres de llargada i 8 metres d'amplada; la porta era a la façana meridional, força al centre de la nau, i era protegida per una espècie d'atri. Actualment, a la façana principal hi ha una porta d'arc rodó i un petit campanar d'espadanya. En un angle exterior, mig ocult, hi ha la figura d'un àngel amb una inscripció. També es conserva el que va ser la casa del capellà, adossada a la capella.

## Història
Hi ha constància de l'església de Sant Genís l'any 1013, en un document del cartulari de Sant Cugat del Vallès, en el qual figura "...ipso vallo de S. Genesii". Un tal Truiter i la seva muller Bonusa el 30 d'agost permuten a Sant Cugat una terra que confronta a tramuntana amb "...ipso vall de Sancti Genesii". Els pròxims anys segueixen compres i donacions on se cita el terme de Plegamans però no Sant Genís i, per tant, és impossible de saber quina mena d'esglesiola hi devia haver en l'indret (possiblement una construcció visigòtica). El que si es pot confirmar es que a partir d'un determinat moment, amb la iniciativa dels monjos de Sant Cugat i la cooperació econòmica de Plegamans, es portaria a terme la construcció de l'església romànica. En una donació feta le 20 de febrer del 1118 consta per primer cop el nom de Guadall Gilabert, de la família dels Plegamans, com a propietari d'unes terres en el terme de Plegamans.
L'any 1121, el temple va ser consagrat per Sant Oleguer. A partir d'aquest moment a les donacions ja sol constar el nom de Sant Genís de Plegamans. El 23 de gener del 1233 el rei Jaume I ratifica a Sant Cugat la "dominicatura de Plicamanibus" (propietat), donació que confirmarà el rei Pere el Cerimoniós el 1338.
El 1401 es troba documentat l'establiment, fet per l'Abat del Monestir de Sant Cugat, del mas Cerdà, i el 1429 es dona l'establiment a Ramon Arimon del mas Arimon, tots dos masos avui existents. Aquest darrer any el monestir de Sant Cugat encara devia actuar com a administrador de les antigues possessions, ja que el 19 de febrer de 1427, en un document reial datat a València i estès per Alfons el Benigne a favor dels prohoms de la Parròquia i Quadra de Sant Genís de Plegamans i la Parròquia de Santa Maria de Palau-solità, aquestes restaven redimides i incorporades a la Corona.
Va arribar fins al segle XX sent l'única església que es trobava a les terres de Plegamans, malauradament, va ser cremada dues vegades durant la Guerra Civil i finalment es bastí dalt el turó al capdamunt del poble l'actual església parroquial de Sant Genís, restant aquesta abandonada. Actualment la capella forma part del Centre Educatiu Els Castanyers.